# Жерм сир л’Усуе
Жерм сир л’Усуе (фр. Germs-sur-l'Oussouet) насеље је и општина у јужној Француској у региону Миди Пирене, у департману Горњи Пиринеји која припада префектури Аржеле Газо.
По подацима из 2011. године у општини је живело 99 становника, а густина насељености је износила 7,64 становника/km². Општина се простире на површини од 12,96 km². Налази се на средњој надморској висини од 800 метара (максималној 1.499 m, а минималној 555 m).

## Демографија
| 1962. | 1968. | 1975. | 1982. | 1990. | 1999. | 2011. |
| ----- | ----- | ----- | ----- | ----- | ----- | ----- |
| 205   | 208   | 134   | 128   | 122   | 118   | 99    |

График промене броја становника у току последњих година